# Stylidium squamosotuberosum
Stylidium squamosotuberosum är en tvåhjärtbladig växtart som beskrevs av Carlq. Stylidium squamosotuberosum ingår i släktet Stylidium och familjen Stylidiaceae. Inga underarter finns listade i Catalogue of Life.

## Bildgalleri

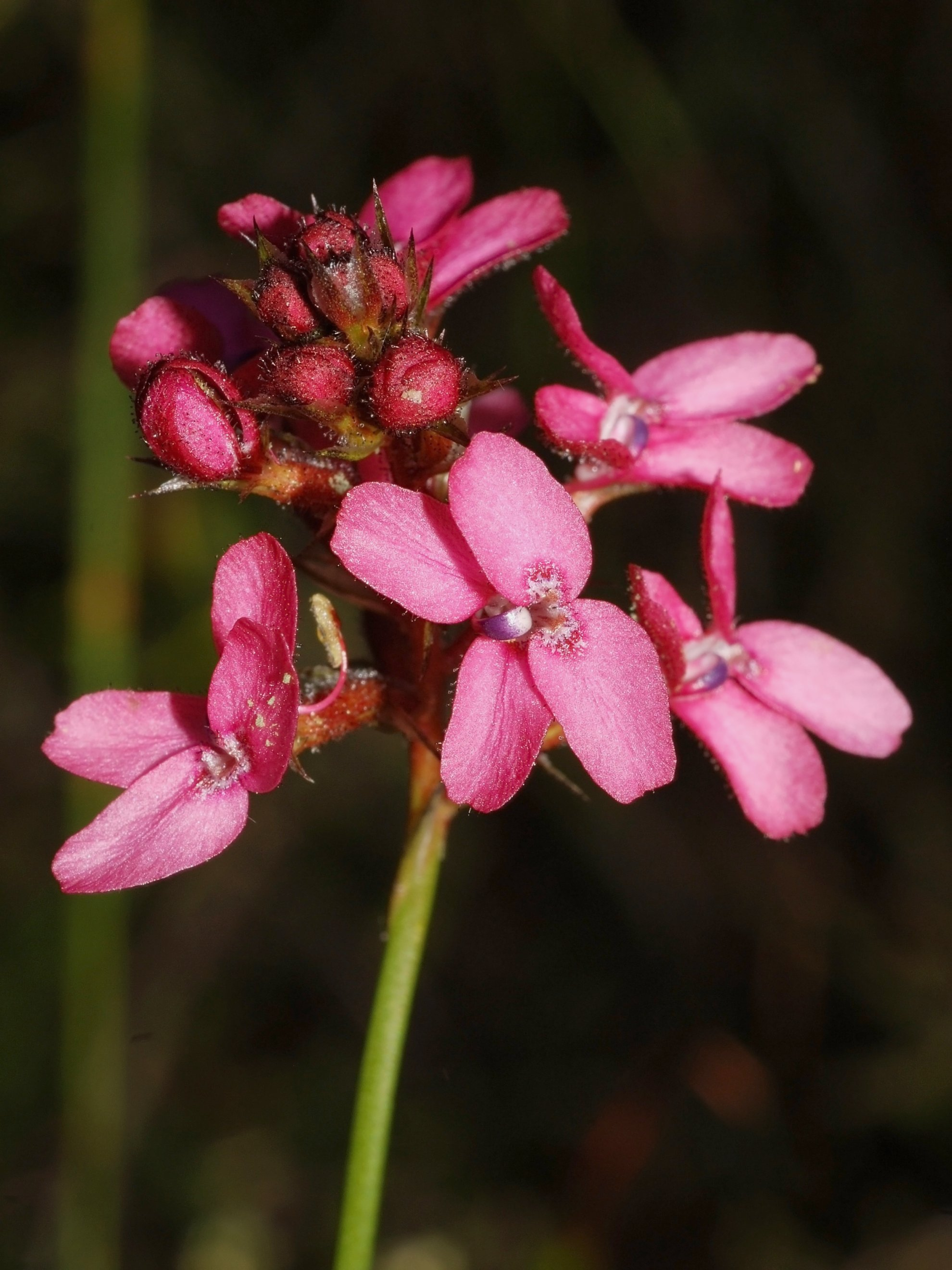
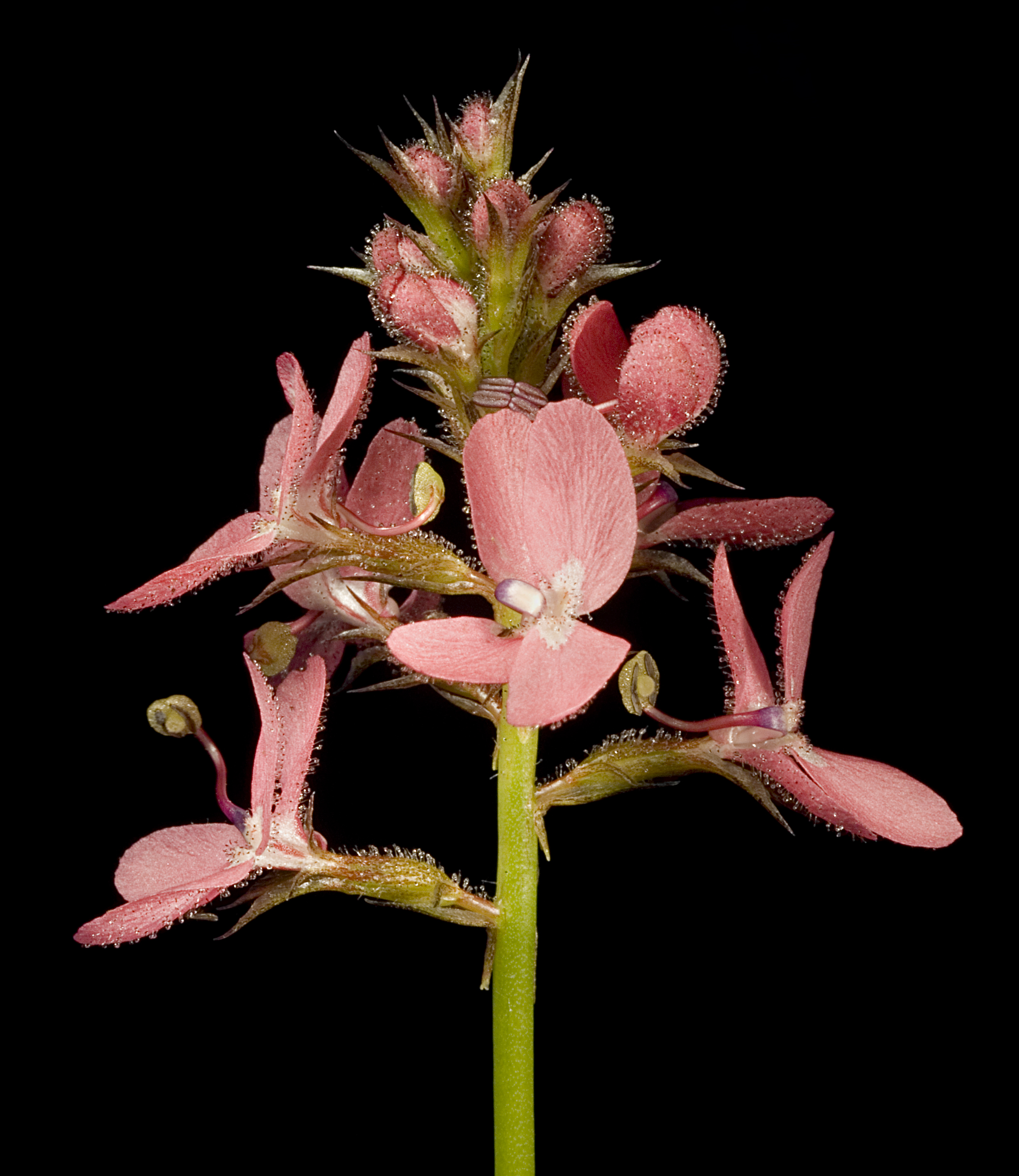